# Basil Sieber
Basil Sieber (14 juni 1995) is een Zwitsers skeletonracer.

## Carrière
Sieber maakte zijn wereldbekerdebuut in het seizoen 2018/19 toen hij 39e werd. Het seizoen erop nam hij niet deel maar in het seizoen 2020/21 keerde hij terug met een 42e plaats. In het seizoen 2021/22 bereikte hij zijn beste resultaat met een 25e plaats in het eindklassement.
Hij maakte in 2020 zijn debuut op het wereldkampioenschap waar hij 29e werd individueel en 8e in het gemengd ploegenklassement. Hij nam in 2021 opnieuw deel met een 26e plaats als resultaat.
In 2022 nam hij deel aan de Olympische Spelen waar hij 22e werd.

## Resultaten

### Olympische Spelen
| Jaar | Plaats | Resultaat |
| ---- | ------ | --------- |
| 2022 | Peking | 22e       |

### Wereldkampioenschappen
| Jaar | Plaats    | Resultaat                       |
| ---- | --------- | ------------------------------- |
| 2020 | Altenberg | 29e individueel 8e gemengd team |
| 2021 | Altenberg | 26e Individueel                 |

### Wereldbeker
Eindklasseringen
| Seizoen   | Rang |
| --------- | ---- |
| 2018/2019 | 39e  |
| 2019/2020 | /    |
| 2020/2021 | 42e  |
| 2021/2022 | 25e  |
| 2022/2023 | 28e  |